# Défis extrêmes : Pétaouchnok Express
 (août 2024).
- Si vous ne connaissez pas le sujet, laissez ce bandeau (vous pouvez alors contacter les auteurs).
- Si vous supprimez le contenu mis en cause (vous pouvez préalablement contacter les auteurs),

argumentez précisément cette suppression dans la page de discussion
(un manque de référence n'est pas un argument ; une recherche réelle de référence doit avoir été effectuée, être formellement documentée).
 (août 2024).
 (août 2024).
L'île de Pahkitew Garderie extrême
Défis extrêmes : L'absurdicourse (Total Drama Presents the Ridonculous Race) ou Défis extrêmes : Pétaouchnok Express en France est une série télévisée d'animation canadienne dérivée de la série Défis extrêmes produite par Fresh TV.
Elle a été diffusée d'abord aux États-Unis du 7 septembre au 9 octobre 2015 sur Cartoon Network et au Canada à partir du 4 janvier 2016 sur Teletoon et Télétoon, et simultanément en France sur Télétoon+.

## Synopsis
Il s'agit d'une parodie du jeu télévisé Pékin Express dérivée de Défis extrêmes. Trente-six candidats participent à une course autour du monde par équipes de deux. À chaque étape, le dernier duo qui franchit la ligne d'arrivée est disqualifié (à moins qu'il ne s'agisse d'une épreuve non-éliminatoire).

## Diffusion
| Saison | Épisode | Pays       | Chaîne            | Début de diffusion | Fin de diffusion |
| ------ | ------- | ---------- | ----------------- | ------------------ | ---------------- |
| 1      | 26      | États-Unis | Cartoon Network   | 7 septembre 2015   | 9 octobre 2015   |
| 1      | 26      | Canada     | Teletoon/Télétoon | 4 janvier 2016     | 15 février 2016  |
| 1      | 26      | France     | Télétoon+         | 1er avril 2017     |                  |

## Personnages
- Joël (Dan en VF ; Don en VO), animateur
- Charlie et Devin (Carine et Julien en VF ; Carrie et Devin en VO), Les meilleurs amis (Meilleurs amis)
- Charlotte et Karine (Jennyfer et Samantha en VF ; Taylor et Kelly en VO), La fille et la mère (Fille et mère)
- Emma et Cathou (Emma et Lola en VF ; Emma et Kitty en VO), Les sœurs (Sœurs)
- Lassitude et Cramoisi (Arsenic et Macabel en VF ; Ennui et Crimson en VO), Les gothiques (Gothiques)
- Lucas et Gontran (Noah et Owen en VO), Les professionnels de la téléréalité (Pros de la téléréalité)
- Alain et Maxime (Mathis et Mathias en VF ; Jay et Mickey en VO), Les jumeaux de malheur (Jumeaux la poisse)
- Stéphanie et Antoine (Stephanie et Ryan en VO), Les amoreux (Amoureux fous/Ennemis intimes)
- Jacques et Josée (Axel et Marina en VF), Les patineurs artistiques (Patineurs artistiques)
- J.F. et Brice (Ritchie et JF en VF ; Geoff et Brody en VO), Les partenaires de surf (Potes de surf)
- Denis Junior et Denis (Ludo et Roger en VF ; Junior et Dwayne en VO), Le fils et le père (Fils et père)
- Santerre et MacGuire (Sandra et Marguerite en VF ; Sanders et MacArthur en VO), Les cadettes de police (Cadettes)
- Serge et Lorenzo (Liam et Lorenzo en VF ; Chet et Lorenzo en VO), Les demi-frères (Demi-frères)
- Jen et Tom (Gina et Tom en VF), Les blogueurs de mode (Blogueurs mode)
- Roch et Bob (Larsen et Chips en VF ; Rock et Spud en VO), Les rockeurs (Métalleux)
- Laurie et Michèle (Ambre et Rose en VF ; Laurie et Miles en VO), Les végés (Végétariennes)
- Marie et Élodie (Mary et Ellody en VO), Les génies (Surdouées)
- Heidi et Léonard (Vicky et Balthazar en VF ; Tammy et Leonard en VO), Les joueurs grandeur nature (Fans de jeu de rôle)
- Gerry et Pierre (Gérard et Patrick en VF ; Gerry et Pete en VO), Les adversaires de tennis (Rivaux de la raquette)

## Distribution

### Voix originales
- Terry McGurrin : Don
- Jeff Geddis : Tom
- Adrian Truss : Pete
- Joseph Motiki : Ryan
- Jacob Ewaniuk : Junior
- Nicki Burke : Stéphanie / Tammy
- Katie Griffin : Mary / Miles
- Emilie-Claire Barlow : Ellody / Laurie
- Carlos Diaz : Lorenzo / Rock
- Scott McCord : Owen / Jacques / Brody
- Julie Lemieux : Josée / Kelly
- Neil Crone : Dwayne
- Dan Petronijevic : Geoff
- Carter Hayden : Noah / Spud
- Darren Frost : Chet

### Voix belges francophones
- Nicolas Matthys : Dan
- Gauthier de Fauconval : Gontran
- Alexandre Crépet : Lucas
- Christophe Hespel : JF
- Maxime Donnay : Ritchie
- Élisabeth Guinand : Marina
- Mélanie Dermont :  Élodie, Ambre
- Sophie Landresse : Rose, Samantha
- Bruno Borsu : Mathis, Mathias
- Claire Tefnin : Carine
- Émilie Guillaume : Ludo
- Benoît Van Dorslaer : Roger
- Véronique Fyon : Marguerite
- Monia Douieb : Sandra
- Helena Coppejans : Stéphanie
- Pierre Lognay : Ryan , Arsenic
- Cathy Boquet : Emma , Lola
- Thierry Janssen : Gérard
- Stéphane Pelzer : Lorenzo
- Grégory Praet : Balthazar
- Delphine Chauvier : Gina
- Alexandra Corréa : Macabel
- Olivier Prémel : Larsen
- Olivier Cuvellier : Patrick
- Sébastien Hébrant :  Axel, Chips
- Sophie Frison : Vicky, Jennyfer, Marie
- Alexis Flamant : Tom

Doublage réalisé par C You Soon (Belgique) ; direction artistique : Alexandra Correa ; adaptation : Thierry Renucci et Sophie Servais.

### Voix québécoises
- Joël Legendre : Joël
- Élisabeth Lenormand : Jen
- Marc St-Martin : Léonard et Devin
- Claude Gagnon : Lorenzo et Lassitude
- Camille Cyr-Desmarais : Emma et Cramoisi
- Julie Beauchemin : MacGuire et Denis Junior
- Sébastien Rajotte : J.F.
- Patrick Chouinard : Gontran et Denis
- Philippe Martin : Lucas
- Benoît Éthier : Jacques et Gerry
- Nicholas Savard L'Herbier : Tom
- Myriam de Verger : Stéphanie
- Geneviève Désilets : Charlie
- Kevin Houle : Alain et Maxime
- Christian Perrault : Brice et Bob
- Marika Lhoumeau : Karine et Heidi
- Alexandre Fortin : Roch et Antoine
- Rachel Graton : Cathou
- Rose-Maïté Erkoreka : Santerre
- Catherine Proulx-Lemay : Michèle
- Éveline Gélinas : Marie et Charlotte
- Fanny Rainville : Josée
- Natalie Hamel-Roy : Laurie et Élodie

- - Société de doublage : SPR
  - Direction artistique : Louis-Georges Girard
  - Adaptation : Denise Caron

 Source et légende : version québécoise (VQ) sur Doublage.qc.ca

## Liste des épisodes
| No. de production | No. de saison | Titre québécois                                                             | Titre français                     | Titre original                              |
| ----------------- | ------------- | --------------------------------------------------------------------------- | ---------------------------------- | ------------------------------------------- |
| 1                 | 1             | Aucun perdant, dix-huit équipes – 1re partie - Toronto (Canada)             | Coups de chauds ou sueurs froides  | None Down, Eighteen to Go, Part 1           |
| 1                 | 2             | Aucun perdant, dix-huit équipes – 2e partie - Maroc                         | La route des épices                | None Down, Eighteen to Go, Part 2           |
| 2                 | 3             | À la conquête de Paris - Paris (France)                                     | En Seine !                         | French is an Eiffel Language                |
| 2                 | 4             | Mauvais rêve sur les rives de la Méditerranée - Calanque de Maubois         | Une mer d'embrouilles              | Mediterranean Homesick Blues                |
| 3                 | 5             | Téléphone islandais - Islande                                               | Une journée pas fossile à digérer  | Bjorken Telephone                           |
| 3                 | 6             | Péril au Brésil - Brésil                                                    | Un peu trop pical                  | Brazilian Pain Forest                       |
| 4                 | 7             | Au clair de la lune, je pète les plombs - Transylvanie (Roumanie)           | Double flip chez Dracula           | A Tisket, a Casket, I'm Gonna Blow a Gasket |
| 4                 | 8             | Lune de fiel à Hawaï - Hawaï                                                | Lune de fiel à Hawaï - Hawaï       | Hawaiian Honeyruin                          |
| 5                 | 9             | Allô et Dubaï - Dubaï                                                       | Raquette ou Raclette               | Hello and Dubai                             |
| 5                 | 10            | À Pékin, les copains ! - Pékin (Chine)                                      | Brochette party                    | New Beijinging                              |
| 6                 | 11            | Vive l’absurdirock - Finlande                                               | Sur un air de guitare              | I Love Ridonc and Roll                      |
| 6                 | 12            | Selfie Safari - Zimbabwe                                                    | Plus dure sera la chute            | My Way or Zimbabwe                          |
| 7                 | 13            | À L'Ombre de Geelong - Australie                                            | Cachot, radeau, bingo !            | The Shawshank Ridonc-tion                   |
| 7                 | 14            | Drôles de Lapins en Australie - Australie/Nouvelle-Zélande                  | Rongeurs et terreurs               | Down and Outback                            |
| 8                 | 15            | Bungee ou Haka - Nouvelle-Zélande                                           | Tatoo faux                         | Maori or Less                               |
| 8                 | 16            | Le Petit Taureau dans la Prairie - Alberta (Canada)                         | Le Taureau dans la prairie         | Little Bull on the Prairie                  |
| 9                 | 17            | Le Seigneur du Lancer des Anneaux - Cercle Arctique                         | Le Seigneur de l'anneau            | Lord of the Ring Toss                       |
| 9                 | 18            | Vous Avez du Venin ? - Indonésie                                            | Pas commode, le Komodo             | Got Venom                                   |
| 10                | 19            | Mon Buggy, Ton Buggy - Las Vegas (États-Unis)                               | Pagaille à Las Vegas               | Dude Buggies                                |
| 10                | 20            | El Supremo de Lapinou - Acapulco (Mexique)                                  | Burritos et Bourricots             | El Bunny Supremo                            |
| 11                | 21            | Sens Dessus Dessous - Vietnam                                               | Pêche aux doigts et poissons-chats | Ca-Noodling                                 |
| 11                | 22            | Quelle est la Prodondeur de ton Amour - Sibérie (Russie)                    | Voyage au centre de la terre       | How Deep Is Your Love                       |
| 12                | 23            | Le Thé de la Colère - Darjeeling (Inde)                                     | Sabotages et feuilles de thé       | Darjeel With It                             |
| 12                | 24            | Le Dernier Tango à Buenos Aires - Buenos-Aires (Argentine)                  | Tango dingo                        | Last Tango in Buenos Aires                  |
| 13                | 25            | Bahamarama - Bahamas                                                        | Coups fourrés sur sable fin        | Bahamarama                                  |
| 13                | 26            | Un Million de Façons de Perde un Million de Dollars - New York (États-Unis) | Ultime Affrontement                | A Million Ways to Lose a Million Dollars    |

Source : tv-programme.com

### Classement
- 18es : Heidi et Léonard (Les joueurs grandeur nature)
- 17es : Gerry et Pierre (Les adversaires de tennis)
- 16es : Élodie et Marie (Les génies)
- 15es : Laurie et Michèle (Les végés)
- 14es : Jen et Tom (Les bloggeurs de mode)
- 13es : Charlotte et Karine (La fille et la mère)
- 12es : Alain et Maxime (Les jumeaux de malheur)
- 11es : Serge et Lorenzo (Les demi-frères)
- 10es : Roch et Bob (Les rockeurs)
- 9es : Denis Junior et Denis (Le fils et le père)
- 8es : Gontran et Lucas (Les professionnels de la télé-réalité)
- 7es : Lassitude et Cramoisi (Les gothiques)
- 6es : Stéphanie et Antoine (Les amoureux)
- 5es : Charlie et Devin (Les meilleurs amis)
- 4es : Emma et Cathou (Les sœurs)
- 3es : Jacques et Josée (Les patineurs artistiques)
- 2es : J.F. et Brice (Les partenaires de surf)
- 1res : MacGuire et Santerre (Les cadettes de police)

Dans certains pays, l'équipe gagnante et celle à la deuxième place ne sont pas les mêmes et sont inversés, c'est en quelque sorte une tradition pour l'émission, en effet, toutes les saisons ont des gagnants différents selon les pays.
Note : J.F. & Brice sont revenus à la suite du forfait de Charlie et Devin (dû à une blessure de Devin).

## Places
| 1/2 | MacGuire et Santerre  | 2°  | 1°    | 3°   | 11°   | 13°   | 7°    | 8°  | 8°  | 5°  | 2°  | 1°  | 11° | 9°  | 3° | 5° | 7° | 6° | 3° | 1°   | 1° | 5°       | 2°       | 2°       | 3° | 1° |  |  |  |  |  |  |  |  |  |  |  |  |  |  |  |  |  |  |  |
| 1/2 | MacGuire et Santerre  | 2°  | 1°    | 3°   | 11°   | 13°   | 7°    | 8°  | 8°  | 5°  | 2°  | 1°  | 11° | 9°  | 3° | 5° | 7° | 6° | 3° | 1°   | 1° | 5°       | 2°       | 2°       | 3° | 2° |  |  |  |  |  |  |  |  |  |  |  |  |  |  |  |  |  |  |  |
| 1/2 | J.F. et Brice         | 6°  | 3°    | 15°  | 5°    | 4°    | 8°    | 1°  | 9°  | 6°  | 5°  | 2°  | 8°  | 8°  | 6° | 1° | 1° | 7° | 5° | 6°   | 6° | Eliminés | Eliminés | Eliminés | 1° | 1° |  |  |  |  |  |  |  |  |  |  |  |  |  |  |  |  |  |  |  |
| 1/2 | J.F. et Brice         | 6°  | 3°    | 15°  | 5°    | 4°    | 8°    | 1°  | 9°  | 6°  | 5°  | 2°  | 8°  | 8°  | 6° | 1° | 1° | 7° | 5° | 6°   | 6° | Eliminés | Eliminés | Eliminés | 1° | 2° |  |  |  |  |  |  |  |  |  |  |  |  |  |  |  |  |  |  |  |
| 3   | Jacques et Josée      | 3°  | 2°    | 1°   | 3°    | 1°    | 1°    | 3°  | 4°  | 4°  | 4°  | 11° | 10° | 1°  | 1° | 7° | 2° | 2° | 6° | 2° P | 1° | 1° P     | 4° P     | 1°       | 2° | 3° |  |  |  |  |  |  |  |  |  |  |  |  |  |  |  |  |  |  |  |
| 4   | Emma et Cathou        | 11° | 10°   | 9°   | 10°   | 7/8°  | 3°    | 5°  | 1°  | 3°  | 7°  | 5°  | 4°  | 5°  | 8° | 6° | 3° | 4° | 4° | 3°   | 4° | 4°       | 1°       | 4°       | 4° |    |  |  |  |  |  |  |  |  |  |  |  |  |  |  |  |  |  |  |  |
| 5   | Charlie et Devin      | 1°  | 4°    | 14°  | 7°    | 11°   | 10°   | 2°  | 12° | 10° | 9°  | 4°  | 1°  | 7°  | 2° | 3° | 5° | 5° | 7° | 4/5° | 5° | 3°       | 3°       | 3°       |    |    |  |  |  |  |  |  |  |  |  |  |  |  |  |  |  |  |  |  |  |
| 6   | Stéphanie et Antoine  | 5°  | 8°    | 6°   | 6°    | 10°   | 13°   | 13° | 5°  | 1°  | 3°  | 3°  | 6°  | 3°  | 5° | 2° | 8° | 3° | 2° | 4/5° | 1° | 2°       | 6°       |          |    |    |  |  |  |  |  |  |  |  |  |  |  |  |  |  |  |  |  |  |  |
| 7   | Lassitude et Cramoisi | 14° | 13°   | 8°   | 1°    | 2°    | 12° P | 10° | 7°  | 8°  | 10° | 8°  | 7°  | 2°  | 4° | 4° | 6° | 1° | 1° | 7°   |    |          |          |          |    |    |  |  |  |  |  |  |  |  |  |  |  |  |  |  |  |  |  |  |  |
| 8   | Lucas et Gontran      | 8°  | 16° P | 2°   | 4°    | 12°   | 2°    | 4°  | 2°  | 2°  | 11° | 6°  | 5°  | 6°  | 9° | 8° | 4° | 8° |    |      |    |          |          |          |    |    |  |  |  |  |  |  |  |  |  |  |  |  |  |  |  |  |  |  |  |
| 9   | Denis Junior et Denis | 17° | 5°    | 4° P | 8°    | 6°    | 6°    | 6°  | 6°  | 11° | 6°  | 10° | 3°  | 4°  | 7° | 9° |    |    |    |      |    |          |          |          |    |    |  |  |  |  |  |  |  |  |  |  |  |  |  |  |  |  |  |  |  |
| 10  | Roch et Bob           | 9°  | 15°   | 13°  | 14°   | 14°   | 9°    | 11° | 11° | 12° | 1°  | 9°  | 9°  | 10° |    |    |    |    |    |      |    |          |          |          |    |    |  |  |  |  |  |  |  |  |  |  |  |  |  |  |  |  |  |  |  |
| 11  | Serge et Lorenzo      | 15° | 6°    | 7°   | 9°    | 5°    | 4°    | 7°  | 10° | 7°  | 8°  | 7°  | 2°  | 11° |    |    |    |    |    |      |    |          |          |          |    |    |  |  |  |  |  |  |  |  |  |  |  |  |  |  |  |  |  |  |  |
| 12  | Alain et Maxime       | 12° | 12°   | 12°  | 12°   | 7/8°  | 11°   | 9°  | 3°  | 9°  | 12° |     |     |     |    |    |    |    |    |      |    |          |          |          |    |    |  |  |  |  |  |  |  |  |  |  |  |  |  |  |  |  |  |  |  |
| 13  | Charlotte et Karine   | 13° | 11°   | 10°  | 13° P | 3°    | 5°    | 12° | 13° |     |     |     |     |     |    |    |    |    |    |      |    |          |          |          |    |    |  |  |  |  |  |  |  |  |  |  |  |  |  |  |  |  |  |  |  |
| 14  | Jen et Tom            | 10° | 7°    | 5° P | 2°    | 9°    | 14°   |     |     |     |     |     |     |     |    |    |    |    |    |      |    |          |          |          |    |    |  |  |  |  |  |  |  |  |  |  |  |  |  |  |  |  |  |  |  |
| 15  | Laurie et Michèle     | 16° | 14°   | 11°  | 15°   | 15° P |       |     |     |     |     |     |     |     |    |    |    |    |    |      |    |          |          |          |    |    |  |  |  |  |  |  |  |  |  |  |  |  |  |  |  |  |  |  |  |
| 16  | Élodie et Marie       | 7°  | 9°    | 16°  |       |       |       |     |     |     |     |     |     |     |    |    |    |    |    |      |    |          |          |          |    |    |  |  |  |  |  |  |  |  |  |  |  |  |  |  |  |  |  |  |  |
| 17  | Gerry et Pierre       | 4°  | 17°   |      |       |       |       |     |     |     |     |     |     |     |    |    |    |    |    |      |    |          |          |          |    |    |  |  |  |  |  |  |  |  |  |  |  |  |  |  |  |  |  |  |  |
| 18  | Heidi et Léonard      | 18° |       |      |       |       |       |     |     |     |     |     |     |     |    |    |    |    |    |      |    |          |          |          |    |    |  |  |  |  |  |  |  |  |  |  |  |  |  |  |  |  |  |  |  |

### Légende
| Sélection      | Encadré  | Description                                                                      |
| -------------- | -------- | -------------------------------------------------------------------------------- |
| Les finalistes | 1        | Cette équipe est le gagnant de la somme d'un million de dollars                  |
| Les finalistes | 2        | Cette équipe est la deuxième classée                                             |
| Positions      | 1        | Cette équipe est arrivée première                                                |
| Positions      | 2        | Cette équipe est arrivée deuxième                                                |
| Positions      | 3        | Cette équipe est arrivée troisième                                               |
| Positions      | CONTINUE | Cette équipe continue l'aventure                                                 |
| Positions      | P        | Cette équipe a été pénalisée pour avoir enfreint les règles de la course         |
| Éliminations   | RISQUE   | Cette équipe est arrivée dernière dans une épreuve non-éliminatoire              |
| Éliminations   | RISQUE   | Cette équipe est arrivée en avant dernier à son arrivée.                         |
| Éliminations   | RETRAITE | Cette équipe s'est retirée car elle était incapable de continuer l'aventure      |
| Éliminations   | ÉLIMINÉE | Cette équipe est éliminée car elle a fini dernière dans une épreuve éliminatoire |

### Raisons de la pénalité
| Équipe                                | Composants            | Durée             | Place finale    | Épisode                                       | Raison de la pénalité                                                                                                  |
| ------------------------------------- | --------------------- | ----------------- | --------------- | --------------------------------------------- | --- |
| Les professionnels de la télé-réalité | Gontran et Lucas      | 20:00             | 16e             | À la conquête de Paris                        | Gontran a mangé la meule de fromage que l'équipe devait transporter jusqu’à la ligne d'arrivée.                        |
| Le fils et le père                    | Denis Junior et Denis | 20:00             | 4e              | Mauvais rêve sur les rives de la Méditerranée | Denis a lu l'indice avant de rejoindre Denis Junior sur la plage.                                                      |
| Les bloggeurs de mode                 | Jen et Tom            | 20:00             | 5e              | Mauvais rêve sur les rives de la Méditerranée | L'équipe a voyagé en yacht au lieu de d'un train ou d'un Métro.                                                        |
| La fille et la mère                   | Charlotte et Karine   | 01:00:00          | 13e             | Téléphone islandais                           | N'ayant pas prononcé la phrase correctement, l'équipe devait retraverser le champ de geysers, mais Charlotte a refusé. |
| Les végés                             | Laurie et Michèle     | 30:00             | 15e (Éliminées) | Péril au Brésil                               | Laurie n'a pas cousu la queue du déguisement.                                                                          |
| Les gothiques                         | Lassitude et Cramoisi | 10:00             | 12e             | Au clair de la lune, je pète les plombs       | Cramoisi a échangé sa place au cercueil avec Lassitude.                                                                |
| Les rockeurs                          | Roch et Bob           | Temps Indéterminé | 12e             | À Pékin, les copains !                        | Roch devait tirer le Pousse-Pousse, mais faute à l'hyperactivité de Bob à cause des Chocochons, il l'a tiré.           |
| Les patineurs artistiques             | Jacques et Josée      | 10:00             | 2e              | El Supremo de Lapinou                         | L'équipe n'a pas apportée l'âne à la ligne d'arrivée.                                                                  |
| Les patineurs artistiques             | Jacques et Josée      | 30:00             | 1re             | Quelle est la Prodondeur de ton Amour         | Josée a volé la balle de Cathou et n'a pas atteint le fin fond du fourrage cola.                                       |
| Les patineurs artistiques             | Jacques et Josée      | 01:00:00          | 4e              | Le Thé de la Colère                           | Jacques a détaché les wagons du train durant la course.                                                                |

## Apparition de personnages deDéfis extrêmes
- Louis : On le voit dans le dernier épisode à New York, lisant un journal sur un banc.
- Mélanie : On la voit dans le dernier épisode à New York portant des boîtes à chaussures.
- Anne-Marie : On la voit dans le dernier épisode à New York en train de sortir d'un bâtiment.
- Ezékiel : Il apparaît dans le dernier épisode sur une affiche publicitaire, posée sur un réverbère.